# Pellegrinia coccinea
Pellegrinia coccinea är en ljungväxtart som först beskrevs av Hørold, och fick sitt nu gällande namn av Herman Otto Sleumer. Pellegrinia coccinea ingår i släktet Pellegrinia och familjen ljungväxter. Inga underarter finns listade i Catalogue of Life.